# Stanislas Guerini
Stanislas Guerini (n. 14 mai 1982, Paris, Franța) este un politician francez care activează ca ministru al transformării și serviciilor publice în guvernul prim-miniștrilor succesivi Élisabeth Borne și Gabriel Attal din 2022.
Înainte de a intra în guvern, Guerini a fost ofițer executiv al La République En Marche! (LREM) din 2018. El i-a succedat lui Christophe Castaner, care a demisionat după ce a fost numit ministru de Interne de către președintele Emmanuel Macron. Din 2017 până în 2022, Guerini a fost membru al Adunării Naționale pentru arondismentul 3 din Paris, care acoperă părți din arondismentul 17 și 18.
Stanislas Guerini a absolvit HEC Paris în 2006.